# Forêt domaniale du Galm
La forêt domaniale du Galm est un petit territoire du canton de Fribourg, en Suisse, qui ne fait partie d'aucune commune (zone non incorporée).

## Géographie
Le territoire se situe dans le nord-est du canton de Fribourg, dans le district du Lac, entre les communes de Cormondes, Morat et Ormey. Il mesure 2,54 km2 soit 254 hectares.

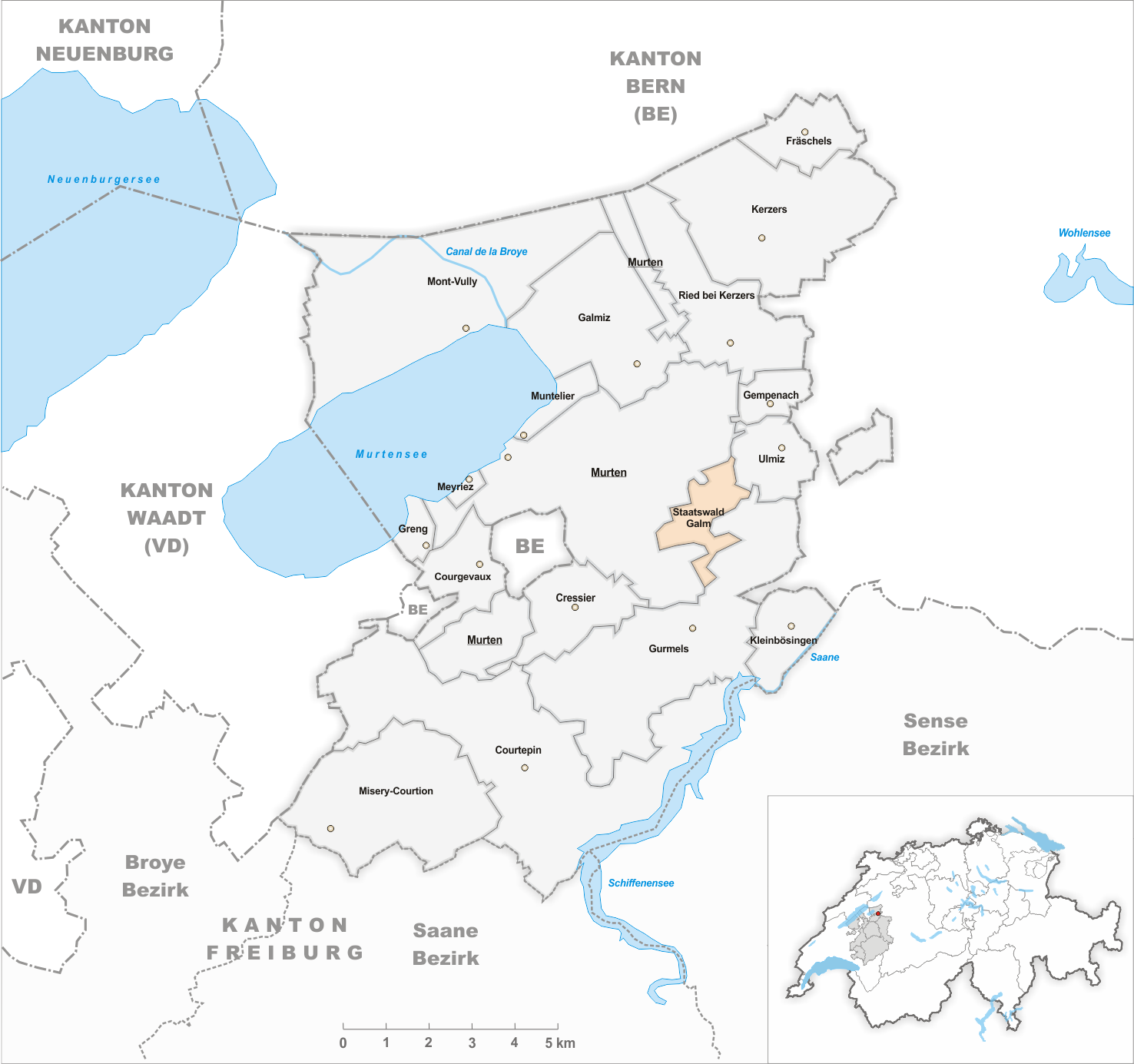
Carte mettant en évidence la forêt dans le district du Lac.

## Histoire
En 1342, les comtes de Savoie, seigneurs sur la forêt du Galm, en concèdent l'exploitation libre. La forêt est dès lors surexploitée. Au XVIIIe siècle, Berne et Fribourg prennent en commun le contrôle de la forêt et n'en autorisent que l'exploitation partielle, contraignant par la suite un tiers de la forêt à être enclos et vierge de toute utilisation.
Après l'Acte de médiation, la majeure partie de la forêt revient directement au canton de Fribourg, sans être possédée par une quelconque commune.

## Administration
La forêt du Galm est propriété du canton de Fribourg, lequel l'administre directement. Mis à part certains lacs sous administration cantonale directe, il s'agit du seul territoire de Suisse qui ne soit pas sous la souveraineté d'une commune, (les Kommunanz du Tessin sont des territoires sous la souveraineté de plusieurs communes). La forêt possède toutefois un numéro OFS, à l'instar des Kommunanz, attribué en temps normal à une commune et utilisé à des fins statistiques.